# Американска асоциация на съвременния език
Американската асоциация на съвременния език (на английски: The Modern Language Association of America, MLA) е основна и първа професионална организация на американските езиковеди, литературни критици и литератори, създадена през 1883 г.
Има около 30 000 членове, предимно академични преподаватели, студенти и други университетски лингвисти, които изучават литература на английски език, сравнително литературознание или се занимават с езиково обучение.
ААСЕ е създадена като дискусионна и защитна група за изучаването на литература и модерни езици (тоест всичко извън класическите езици като латински и старогръцки).
Понастоящем президент на асоциацията е Марджъри Перлоф от Станфордския университет, която наследява Дона Стантън, виден професор по френски език в Сити Юнивърсити в нюйоркския център за дипломиране през януари 2006 г. Бележити предишни президенти са Франсис Марч, Стивън Грийнблат, Едуард Саид, Уейн Буут, Нортръп Фрай и Барбара Хернстийн Смит.

## Активности на асоциацията
ААСЕ публикува няколко списания, включително PMLA, едно от най-престижните списания за литературни изследвания, както и Profession (Професия), което дискутира педагогиката и обучението по език и литература. Плюс MLA style manual (Ръководство по стил на ААСЕ), указател за академичен стил.
Асоциацията осигурява уебсайт, ААСЕ езикова карта на езиците говорени в САЩ, с преглед и детайлна информация на местонахождението и броя на говорещите 30 езика, и 7 групи на по-слабо говорени езици в Щатите.
ААСЕ прави национално събрание всяка година след Коледа. С участие на обикновено от 10 000 души, събранието е най-голямото и съществено събитие за годината за изследователите на литературата. Всъщност повечето от университетските департаменти (катедри) интервюират там кандидати за отворените длъжности, които имат. В допълнение на това, стотици дискусии по групи и лекции на разнообразни теми попълват четвъртия ден на събранието от ранна утрин до вечерта. Името ААСЕ или на английски MLA е често употребявано колоквиално за да се прави отнасяне към събранието.

## Допълнителни четения
- Virginia Barber, „The Women's Revolt in the MLA“ in Women on Campus: The Unfinished Liberation, ed. Editors of Change (New Rochelle, NY: Change, 1975), 85 – 94